# 楽器編成
楽器編成（がっきへんせい）は、音楽を演奏する際の楽器の構成のこと。

## オーケストラの楽器編成の記述
スコアの上から順に木管楽器、金管楽器、打楽器、鍵盤楽器、弦楽器の順で書かれている。独唱・合唱がある場合はその下に、特殊楽器などは普通楽器の下に書く。例えばサクソフォーンはクラリネットの下に、コルネットはトランペットの次に書く（なお、コルネットは19世紀から20世紀初頭までは特殊楽器という位置づけではなかった）。ティンパニは1人が多いが場所を取るのでその個数の書いたほうが現実的である。

### 楽器編成の略語表について
欧米の出版カタログやオーケストラマネージャーはその都度の楽器編成についていちいちフルートやFl.などといちいち書くのが時間的にわずらわしいので、略数字を使うのが一般的である。暗黙の了解で多くの持ち替え楽器などは省略される。例えば
3333・8331・Timp.(3),Perc.(Cym.,Trg.)・Hrp.(3)・Str.(16,14,12,10,8)
はブルックナーの第8交響曲の編成であるが、もっとも肝心な三管編成などの大まかな規模と人数を把握するためにオペラハウスのオーケストラ・ビューローなどでは使われている。すなわち順に3フルート、3オーボエ、3クラリネット、3ファゴット、8ホルン、3トランペット、3トロンボーン、1チューバ、ティンパニ（3個）、シンバル、トライアングル、3ハープ、次に弦5部のプルトの数による総人数が一般的である。もちろん3管編成以降のコントラファゴットなどは第3ファゴット奏者が持ち替えるのが普通で、専門に契約した楽員が当たるので省略することが多い。バスクラリネットだけを3本使う場合などはその都度書き入れる。ホルン8の多くは4本のワーグナーチューバに持ち替える。打楽器は総人数を書いたほうが望ましい。特別な楽器や非常に変則的な場合はその都度書く。もちろんその都度言葉で書いても可であるがくどいので良く省略され、略数字だけで十分そのオーケストラの特徴がわかるのですぐオルガニゼーションに入れる。